# Guitar Songs
Guitar Songs è il quarto EP della cantautrice statunitense Billie Eilish, pubblicato il 21 luglio 2022 dalla Darkroom e dalla Interscope Records.

## Descrizione
Contiene i due brani acustici TV e The 30th. Il primo contiene riferimenti al processo tra gli attori Johnny Depp e Amber Heard e all'abolizione della sentenza Roe contro Wade.

## Promozione
Eilish ha eseguito TV per la prima volta dal vivo il 7 giugno 2022 alla Manchester Arena durante il suo Happier than Ever, the World Tour.

## Tracce
Testi e musiche di Billie Eilish O'Connell e Finneas O'Connell.
1. TV – 4:41
2. The 30th – 3:37

## Successo commerciale
Sebbene l'EP non sia entrato in alcuna classifica mondiale, entrambi i brani TV e The 30th hanno fatto il loro debutto in varie classifiche, ottenendo un discreto successo.